# Поясок (станция)
Поясок — недействующая железнодорожная станция Сахалинского региона Дальневосточной железной дороги. Названа по перевалу Поясок, расположенному в 15 километрах к западу от станции.

## История
Станция открыта в 1928 году в составе пускового участка Долинск — Макаров.
20 августа 1945 года освобождена советскими войсками.
Современное название станция получила в 1946 году.

## Деятельность
По состоянию на декабрь 2012 года пассажирские поезда на станции не останавливаются. Грузовые отправления по станции не предусмотрены.
По станции предусмотрены небольшие грузовые отправления.